# ABN AMRO World Tennis Tournament 2022
ABN AMRO World Tennis Tournament 2022 (hoặc Giải quần vợt Rotterdam Mở rộng) là một giải quần vợt nam thi đấu trên mặt sân cứng trong nhà. Giải đấu diễn ra tại Rotterdam Ahoy ở Rotterdam, Hà Lan từ ngày 7 đến ngày 13 tháng 2 năm 2022. Đây là lần thứ 49 Giải quần vợt Rotterdam Mở rộng được tổ chức, và là một phần của ATP Tour 500 trong ATP Tour 2022. Giải đấu cũng bao gồm nội dung đơn và đôi nam xe lăn.

## Điểm và tiền thưởng

### Phân phối điểm
| Sự kiện | VĐ  | CK  | BK  | TK | Vòng 1/16 | Vòng 1/32 | Q  | Q2 | Q1 |
| Đơn     | 500 | 300 | 180 | 90 | 45        | 0         | 20 | 10 | 0  |
| Đôi     | 500 | 300 | 180 | 90 | 0         | —         | —  | —  | —  |

### Tiền thưởng
| Sự kiện | VĐ       | CK      | BK      | TK      | Vòng 1/16 | Vòng 1/32 | Q2     | Q1     |
| Đơn     | €109,565 | €81,290 | €57,725 | €38,875 | €24,745   | €14,135   | €7,070 | €3,635 |
| Đôi*    | €40,050  | €30,630 | €21,210 | €14,130 | €8,250    | —         | —      | —      |

*mỗi đội

## Nội dung đơn

### Hạt giống
| Quốc gia | Tay vợt               | Xếp hạng1 | Hạt giống |
| -------- | --------------------- | --------- | --------- |
| GRE      | Stefanos Tsitsipas    | 4         | 1         |
| RUS      | Andrey Rublev         | 7         | 2         |
| CAN      | Félix Auger-Aliassime | 9         | 3         |
| POL      | Hubert Hurkacz        | 11        | 4         |
| CAN      | Denis Shapovalov      | 12        | 5         |
| GBR      | Cameron Norrie        | 13        | 6         |
| RUS      | Aslan Karatsev        | 15        | 7         |
| GEO      | Nikoloz Basilashvili  | 21        | 8         |

- 1 Bảng xếp hạng vào ngày 31 tháng 1 năm 2022.[4]

### Vận động viên khác
Đặc cách:
- Tallon Griekspoor
- Andy Murray
- Jo-Wilfried Tsonga

Miễn đặc biệt:
- Mikael Ymer

Vượt qua vòng loại:
- Egor Gerasimov
- Henri Laaksonen
- Jiří Lehečka
- Bernabé Zapata Miralles

Thua cuộc may mắn:
- Hugo Gaston

### Rút lui
- Roberto Bautista Agut → thay thế bởi  Kwon Soon-woo
- Arthur Rinderknech[5] → thay thế bởi  Hugo Gaston
- Borna Ćorić → thay thế bởi  Alejandro Davidovich Fokina
- Daniil Medvedev → thay thế bởi  Mackenzie McDonald
- Gaël Monfils → thay thế bởi  Alexei Popyrin
- Jannik Sinner → thay thế bởi  Botic van de Zandschulp

## Nội dung đôi

### Hạt giống
| Quốc gia | Tay vợt        | Quốc gia | Tay vợt        | Xếp hạng1 | Hạt giống |
| -------- | -------------- | -------- | -------------- | --------- | --------- |
| CRO      | Nikola Mektić  | CRO      | Mate Pavić     | 3         | 1         |
| CRO      | Ivan Dodig     | BRA      | Marcelo Melo   | 38        | 2         |
| FRA      | Nicolas Mahut  | FRA      | Fabrice Martin | 38        | 3         |
| NED      | Wesley Koolhof | GBR      | Neal Skupski   | 41        | 4         |

- 1 Bảng xếp hạng vào ngày 31 tháng 1 năm 2022.

### Vận động viên khác
Đặc cách:
- Tallon Griekspoor /  Botic van de Zandschulp
- Robin Haase /  Matwé Middelkoop

Vượt qua vòng loại:
- Jesper de Jong /  Sem Verbeek

### Rút lui
Trước giải đấu
- Tim Pütz /  Michael Venus → thay thế bởi  Lloyd Harris /  Tim Pütz

## Nhà vô địch

### Đơn
- Félix Auger-Aliassime đánh bại  Stefanos Tsitsipas, 6–4, 6–2

### Đôi
- Robin Haase /  Matwé Middelkoop đánh bại  Lloyd Harris /  Tim Pütz, 4–6, 7–6(7–5), [10–5]